# Caroline M. Nichols Churchill
Pour les articles homonymes, voir Churchill.
Caroline Nichols Churchill, née le 23 décembre 1833 à Pickering (Ontario, Canada) et morte le 14 janvier 1926 à Colorado Springs (Colorado, États-Unis), était une féministe américaine.

## Biographie
Caroline Nichols Churchill naît de parents américains,. En 1846, elle émigre aux États-Unis pour vivre avec sa grand-mère. Elle enseigne dans l'État du Minnesota en 1857. Son mari meurt en 1862. Après avoir contracté la tuberculose, elle déménage en Californie, où elle proteste contre les lois qu'elle considère comme misogynes.
En 1879, elle fonde le premier journal féministe basé à Denver (Colorado), intitulé Colorado Antelope. Il sera plus tard connu sous le nom de Queen Bee,,,. Churchill soutient le droit de vote des femmes ainsi que les ligues de tempérance, et s'oppose au catholicisme. À la fin de sa vie, elle déménage avec sa sœur à Colorado Springs, où elle meurt en 1926,.
Caroline Nichols Churchill entre dans le Colorado Women's Hall of Fame en 1988.

## Œuvres
- Little Sheaves (1874)
- Over the Purple Hills, or Sketches from Travel in California (1883)
- Active Footsteps (1909)

### Lire aussi
- (en) Frances Elizabeth Willard, American Women, vol. 1, New York, 1897